# Mamita Fox
Mamita Fox (sinh năm 1943) là một y tá, nhà hoạt động, nghệ sĩ và nhà văn sinh ra tại Curaçao, sống ở Bonaire. Cuốn tự truyện của bà, được viết bằng tiếng Papiamento, là một bổ sung quan trọng cho các tác phẩm được viết bằng ngôn ngữ Creole. Là một nhân vật truyền hình nổi tiếng trên đảo, Fox trở thành một người phản đối thay đổi luật chăm sóc sức khỏe của Hà Lan và cách họ tác động đến công dân của Antilles Hà Lan cũ. Sự tích cực của bà đã dẫn đến một sự thay đổi trong cách quản lý chăm sóc sức khỏe.

## Đầu đời
Escolastica Victoria Fox sinh năm 1943 tại Curaçao và được nuôi dưỡng cùng với bảy anh chị em của mình bởi người mẹ đã ly dị của họ.  Bà được đào tạo để trở thành một y tá và làm việc trong những năm 1960 tại một bệnh viện ở Hà Lan, nơi bà đã gặp Heinz Beck, một nhạc sĩ người Đức. Hai người kết hôn và năm 1970, có một cô con gái, Ernestina Amanda Victoria 'Lucia' Beck ở Heerlen. Vì Beck thường xuyên đi du lịch, hai vợ chồng sống đến năm 1975 tại Đức, nơi Fox học môn bấm huyệt, trước khi trở về Curaçao.

## Sự nghiệp
Khi gia đình trở về Curaçao, Fox và Beck đã ly hôn. Không thể thực hành bấm huyệt vì mọi người nghĩ rằng bà là một bác sĩ phù thủy, Fox đã mở một tiệm làm đẹp và trở nên tích cực trong chính trị và sự nghiệp của phụ nữ. Là một người bạn của Liberia Peters, bà trở nên nổi tiếng vì hoạt động xã hội và có cả chương trình phát thanh và chuyên mục báo thường xuyên. Vì Fox là một bà mẹ đơn thân, con gái bà đã dành rất nhiều thời gian với bà ngoại, người đã chết vì ung thư vú vào năm 1985. Fox đã thúc ép và giúp thành lập trung tâm điều trị ung thư đầu tiên Curaçao. Năm 1995, khi con gái bà chuyển đến Bonaire, Fox cũng chuyển đến để chăm sóc cháu gái, vì công việc của Beck yêu cầu cô phải đi đây đi đó.
Sau khi chuyển đến Bonaire, Fox đã tiếp tục công việc kinh doanh và hoạt động của mình. Bà bắt đầu phát sóng trên đài phát thanh và gây quỹ cho những người thiệt thòi.  Buổi trò chuyện của bà thường xoay quanh các chủ đề gây tranh cãi, nhưng bà khuyến khích mọi người cởi mở về các chủ đề cấm kỵ, tin rằng thảo luận là trao quyền. Năm 1997, bà đã viết một tác phẩm tự truyện, Identifikashon, về cuộc đấu tranh của bà để khám phá bản sắc riêng của mình trong xã hội gia trưởng nơi bà sống. Với hy vọng chạy trốn khỏi lớp, giới tính và phân biệt chủng tộc, bà phải đối mặt ở Curaçao, Fox chuyển đến Hà Lan, chỉ để được vỡ mộng vì không có ai ở đó thậm chí biết về mặt địa lý của Curaçao, cũng không biết văn hóa của hòn đảo. Đấu tranh với các lựa chọn theo đuổi một mối quan hệ lãng mạn hoặc một nghề nghiệp, Fox đã chọn công việc của mình. Được viết bằng Creole, Identifikashon đóng vai trò là một ví dụ quan trọng, theo học giả Roberto Strongman, viết bởi phụ nữ Caribbean, khác với các chủ đề và phong cách được sử dụng bởi các tác giả nam viết ở Creole. Văn bản rất quan trọng vì nó nhắc lại truyền thống truyền miệng mạnh mẽ như thế nào, được kể lại theo phong cách ở dạng viết, ghi lại những trải nghiệm của phụ nữ.
Theo một luật được thực thi năm 2011, tất cả các công dân quần đảo BES được yêu cầu phải được bảo hiểm theo các chương trình bảo hiểm y tế bắt buộc mới của Văn phòng Bảo hiểm Y tế Hà Lan (tiếng Hà Lan: Zorgverzekeringskantoor (ZVK)). Trước đây vì không có đủ phương tiện để chăm sóc trên đảo, bảo hiểm y tế toàn diện được phép điều trị ở những nơi như Colombia. Hệ thống mới đặt tất cả các giới thiệu bác sĩ theo quyết định của ZVK, thường xuyên từ chối giới thiệu ngoài đảo do chi phí. Nó cũng làm cho việc tiếp cận chăm sóc sức khỏe trở nên bất bình đẳng đối với công dân châu Âu Hà Lan và công dân Hà Lan sống ở vùng Caribbean Hà Lan.  Vào năm 2013 sau khi bà bị từ chối giới thiệu y tế, Fox đã tổ chức một cuộc đối thoại trước Văn phòng Thuế Hà Lan Caribbean ở Kralendijk để phản đối những thay đổi trong các điều khoản chăm sóc sức khỏe do chính quyền Hà Lan thực hiện. Trong tám ngày, bà và những người ủng hộ bà đã phản đối và thu thập chữ ký.
Sau cuộc họp với đại diện của Bộ Hà Lan, Wilbert Stolte, Fox đã đạt được một nhóm các nhượng bộ bằng văn bản cho phép bệnh nhân và bác sĩ của họ quyết định những gì cần thiết cho sự chăm sóc của họ. ZVK không còn có quyền từ chối giới thiệu, nhưng đã trả tiền bồi thường theo hướng dẫn của họ. Họ cũng thiết lập một thủ tục khiếu nại và kháng cáo các quyết định của ZVK. 
Kể từ năm 2008, Fox đã sản xuất nghệ thuật thủy tinh, mỗi tác phẩm chứa 5 xu Hà Lan. Fox tham gia thường xuyên với các nghệ sĩ khác thể hiện tác phẩm khảm và hạt thủy tinh của bà, được trưng bày trong các phòng trưng bày nghệ thuật và được quảng bá bởi Hội đồng Du lịch Bonaire, cũng như trưng bày trong văn phòng của họ.  Tác phẩm nghệ thuật của bà là sự tiếp nối hoạt động của bà, vì Fox đã quyên góp các phần để gây quỹ cho các hoạt động từ thiện khác nhau.

### Trích dẫn
1. 1 2 3  Kooistra 2011.
2. 1 2 3  Kooistra 2013.
3. 1 2  Boneiru Awe 2016.
4. ↑  The Reporter 2008.
5. 1 2 3  Johnson 2011.
6. 1 2 3 4  Strongman 2003.
7. ↑  Hofmann 2013.
8. ↑  Meese 2013.
9. ↑  Osepa 2013.
10. ↑  DeSalvo 2012.

## liên kết ngoài
- phỏng vấn với Mamita Fox ở Papiamento Lưu trữ ngày 20 tháng 12 năm 2013 tại Wayback Machine